# Dekorra (Wisconsin)
Dekorra es un pueblo ubicado en el condado de Columbia en el estado estadounidense de Wisconsin. En el Censo de 2010 tenía una población de 2.311 habitantes y una densidad poblacional de 19,89 personas por km².

## Geografía
Dekorra se encuentra ubicado en las coordenadas 43°25′9″N 89°26′53″O / 43.41917, -89.44806. Según la Oficina del Censo de los Estados Unidos, Dekorra tiene una superficie total de 116.21 km², de la cual 104.72 km² corresponden a tierra firme y (9.88%) 11.48 km² es agua.

## Demografía
Según el censo de 2010, había 2.311 personas residiendo en Dekorra. La densidad de población era de 19,89 hab./km². De los 2.311 habitantes, Dekorra estaba compuesto por el 98.66% blancos, el 0.22% eran afroamericanos, el 0.3% eran amerindios, el 0.17% eran asiáticos, el 0% eran isleños del Pacífico, el 0.13% eran de otras razas y el 0.52% pertenecían a dos o más razas. Del total de la población el 0.52% eran hispanos o latinos de cualquier raza.